# فضل‌الله رضا
فضل‌الله رضا (زادهٔ ۱۰ دی ۱۲۹۳  – درگذشتهٔ ۲۹ آبان ۱۳۹۸) مهندس برق، استاد دانشگاه، چهره ماندگار و سفیر ایرانی بود. او رئیس پیشین دانشگاه تهران، دومین نایب‌التولیه دانشگاه صنعتی آریامهر (شریف)، سفیر پیشین ایران در یونسکو و کانادا بوده‌است. عنایت‌الله رضا برادر کوچکتر او بود.

## آغاز زندگی
فضل‌الله رضا در۱۰ دی سال ۱۲۹۳ در رشت چشم به جهان گشود. وی فرزند شیخ اسدالله رضا، خواهرزاده رضا رفیع (قائم مقام الملک، نماینده مجلس و سناتور دوره پهلوی) بود. در سال ۱۳۸۶ در رشت، مدرسه‌ای به نام وی تأسیس شد. همچنین در سال 1388 یک مدرسه در شهرستان سیاهکل بنام ایشان تأسیس گردید.
نام خانوادگی «رضا» منسوب به «حاجی آقارضا» است که از مراجع تقلید گیلان و از پشتیبانان سرشناس جنبش مشروطه ایران بودند.

## تحصیل
تحصیلات ابتدایی را در رشت به پایان رساند. در تهران، دیپلم، و از دانشگاه تهران، در رشتهٔ مهندسی برق کارشناسی گرفت. او از نخستین دانش‌آموختگان دانشکدهٔ فنی دانشگاه تهران در ۱۳۱۷ بود. در سال ۱۳۲۴ از دانشگاه کلمبیا در ایالات متحده آمریکا، کارشناسی ارشد، و از دانشگاه پلی‌تکنیک نیویورک (امروزه مدرسه مهندسی تندن دانشگاه نیویورک)، در رشتهٔ مهندسی برق، دکترا گرفت.
فضل‌الله رضا پس از محمدعلی مجتهدی گیلانی، دومین رئیس دانشگاه صنعتی آریامهر شد. او سال‌ها ساکن اتاوا در کانادا بود و در آبان ۱۳۹۲ برای صدسالگی‌اش، به تهران آمد.

## سوابق دانشگاهی
فضل‌الله رضا با تأیید و توصیه‌نامه دو استاد پایان‌نامه دکترای خود، در ۱۳۲۹ تا ۱۳۳۴، عضو گروه مهندسی برق مؤسسه فناوری ماساچوست در بوستون آمریکا، و از ۱۳۳۳ تا ۱۳۴۷ عضو گروه مهندسی برق دانشکده مهندسی دانشگاه سیراکیوس در نیویورک بود. او از سال ۱۳۴۰ تا ۱۳۴۱ در مؤسسه فناوری فدرال زوریخ، از سال ۱۳۴۱ تا ۱۳۴۲ در دانشگاه فنی دانمارک، و از ۱۳۴۷ تا ۱۳۵۳ در دانشگاه کلرادو بولدر و دانشگاه پاریس، استاد مهمان بود.
فضل‌الله رضا در سال ۱۹۶۵ برای تلاش در گسترش نظریه شبکه و نظریه اطلاعات، عضو پیوسته مادام‌العمر (Life Fellow) مؤسسه مهندسان برق و الکترونیک شد. او همچنین عضو پیوستهٔ انجمن پیشبرد علوم آمریکا و عضو افتخاری فرهنگستان زبان و ادب فارسی نیز بود.
فضل‌الله رضا استاد دانشگاه کنکوردیا و دانشگاه مک‌گیل مونترآل در استان کبک کانادا بود. او همچنین رئیس افتخاری کنفرانس مهندسی برق ایران، استاد افتخاری دانشگاه تربیت مدرس، رئیس انجمن علمی ایرانیان در آمریکای شمالی، رئیس گسترش زبان و ادب فارسی و مشاور و همکار فعال مؤسسات علمی و ادبی فراوانی بوده‌است.

## مدیریت دانشگاهی
فضل‌الله رضا در سال ۱۳۴۶ (خورشیدی) به ایران بازگشت و پس از محمدعلی مجتهدی، دومین رئیس دانشگاه آریامهر شد. او در سال‌های کمی که رئیس دانشگاه‌های تهران و آریامهر بود، از ۱۵۰ استاد و دانشمند برای آموزش دانشگاهی در رشته‌های گوناگون دعوت کرد. حضور این استادان، نقش چشمگیری در به‌روزرسانی برنامه‌های آموزشی و پژوهشی این دانشگاه‌ها داشت.

### نقد دانشگاهی
مهمترین نگرانی فضل‌الله رضا در دوران ریاست دانشگاهی او، دور شدن دانشگاهیان از فرهنگ و هنر و ادب کهن و توجه بیش از اندازه به محصولات و دستاوردهای جهان غرب به دلیل سلطه تمدن و فناوری و فرهنگ آنان بود.

## سیاست
فضل‌الله رضا پس از ریاست در دانشگاه‌ها، سفیر و رئیس هیئت نمایندگی ایران در یونسکو و راهی پاریس شد. او در دانشگاه سوربن در جایگاه استاد، به آموزش پرداخت و همزمان در برنامه‌های فشرده سیاسی علمی و ادبی مشارکت می‌کرد. فضل‌الله رضا پس از پنج سال، سفیر ایران در کانادا شد و با دانشگاه‌های مک گیل و کنکوردیا در جایگاه استادی همکاری کرد.

## زمینه‌های پژوهش
فضل‌الله رضا یکی از پایه‌گذاران نظریه اطلاعات و مخابرات در جهان است و پژوهش‌های گسترده‌ای در زمینه ظرفیت کانال شانون و فرستادن بیشترین اطلاعات در کانال‌های مخابراتی نویزدار، نظریه اطلاعات و فرایندهای تصادفی، سامانه‌های خطی آنالیز عمومی، نظریه سامانه‌ها و مدارها، نظریه کنترل سامانه‌های پویا، فضاهای خطی، انتقال و تلفات انرژی در شبکه‌های n دهانه‌ای انجام داده‌است.
فضل‌الله رضا ارائه‌دهنده تئوری «انفرماسیون و مکاتب پیشرفته» بود که پیشرفت مهمی در ریاضیات کاربردی و علوم وابسته به آن به‌شمار می‌آید. این نظریه، او را به جهانیان شناساند.

## درگذشت
فضل‌الله رضا روز سه‌شنبه ۲۹ آبان ۱۳۹۸ در آستانهٔ ۱۰۵ سالگی در کانادا درگذشت.

## مطالعهٔ بیشتر
- نگاهی به زندگی، آثار و اندیشه‌های پروفسور فضل‌الله رضا، هادی قلی‌زادهٔ جوریابی، ناشر: پیام فرهنگ